# Венерн (Сторфорш)
Вижте пояснителната страница за други значения на Венерн.
Венерн е малко езеро в община Сторфорш, Швеция. На стотина метра от него в северозападна посока се намира друго езеро, наречено Ветерн. Имената си тези езера получават поради аналогията с двете най-големи езера на Швеция - Венерн и Ветерн.